# 哈佛马克一号

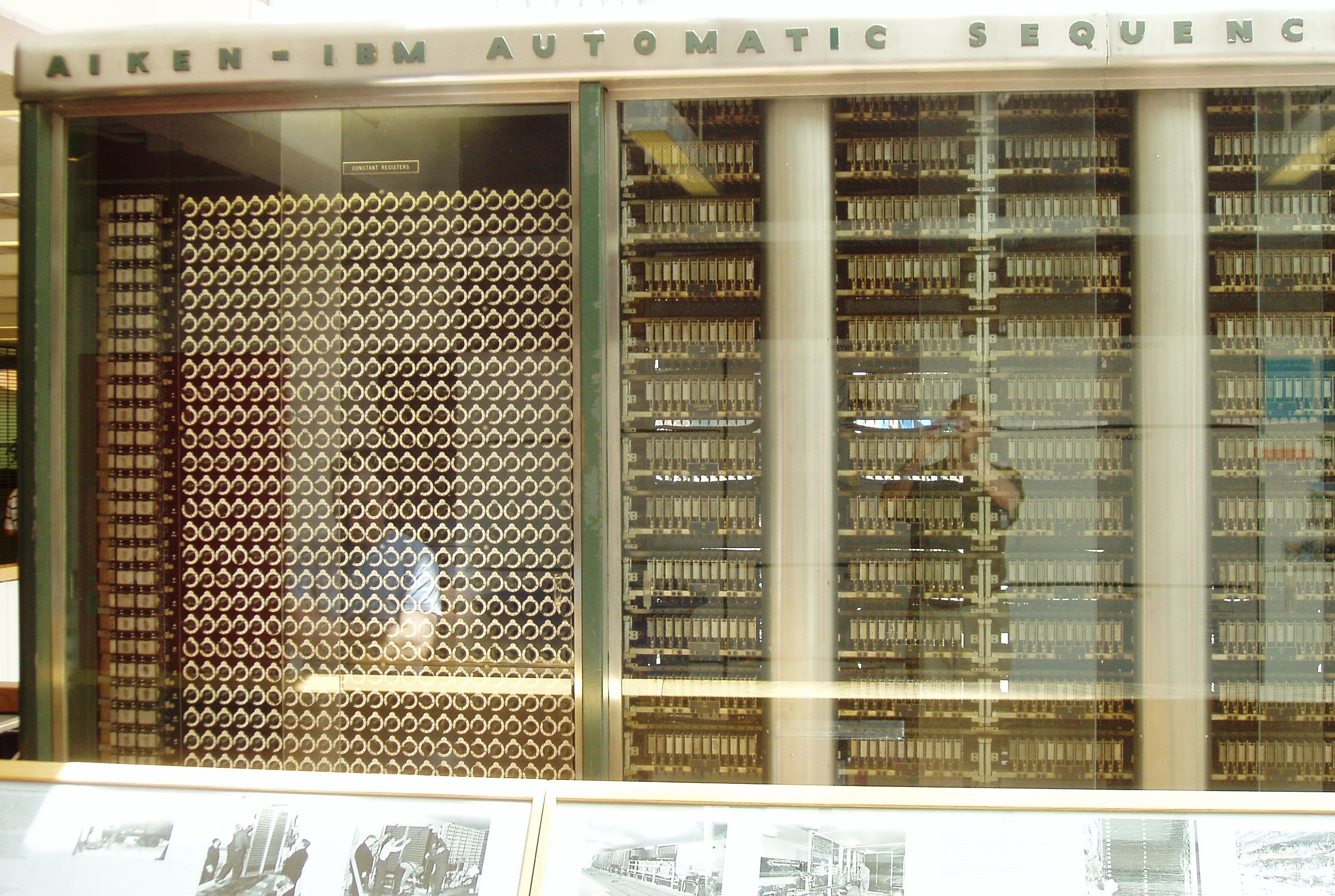
哈佛马克一号左面部份

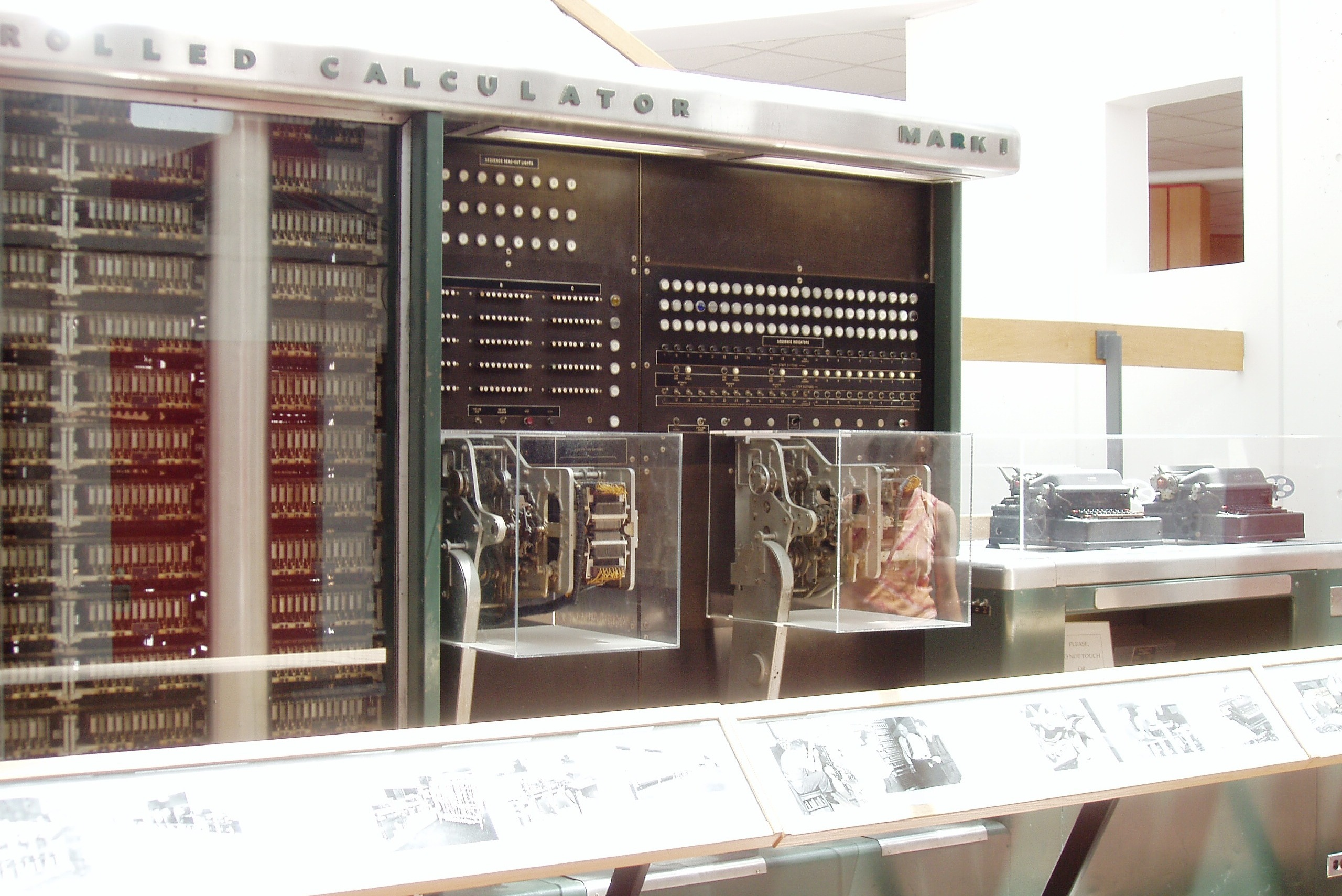
哈佛马克一号右面部份

哈佛马克一号（Harvard Mark I，又名Automatic Sequence Controlled Calculator）是二次世界大战中最早投入军事用途的机电通用計算機之一
冯诺伊曼于1944年3月29日启动的程序，是第一批运行在一号机上的程序之一。这时，冯诺伊曼正在为曼哈顿计划工作，他需要确认一年后即将引爆的原子弹上，内爆方式是否足够可靠。一号机也计算并打印了数字表格，这正是查尔斯·巴贝奇于1837年制造分析机的初衷。
根据埃德蒙德·伯克利所说，一号机的操作员们经常将这台机器称为“贝西，贝塞尔函数机”。
一号机在1959年被拆解；其中一部分给予了IBM，一部分给予了史密森尼学会，另有一部分流入了哈佛大学历史科学仪器收藏。数十年间，哈佛的一号机残片展出于艾肯计算实验室的大厅。大约在1997年，它被移送至哈佛科学中心。在2021年，它再次被移送，放置于哈佛新建于麻省奥尔斯顿的科学与工程学复合体。

## 起源
這部機電式ASCC由霍華德·艾肯进行概念設計，然后由IBM制造，在1944年8月7日搬到哈佛大學。哈佛马克一号的特點為全自動運算。一旦開始運算便無須人為介入。哈佛马克一号是第一部被實作出來的全自動電腦，同時與當年的其他電子式電腦相比它非常可靠。大家認為「這是現代電腦時代的開端」以及「真正的電腦時代的曙光」。

## 设计与制造
ASCC是由開關、繼電器、轉軸以及離合器所構成。它使用了765,000個元件以及幾百哩長的電線，組裝大小為16公尺（51呎）長，2.4公尺（8呎）高，0.61公尺（2呎）深。重達4500公斤（5短噸）。其基本計算單元使用同步式機械，所以它有一跟長15公尺（50呎）的傳動軸，並由一顆4千瓦的馬達所驅動。哈佛马克一号可以儲存72組數據，每組數據有23位十進位數字。每秒可執行3次加法或是減法。一個乘法則須6秒，一個除法須15.3秒，計算一個對數或是一個三角函數需花費超過一分鐘。
哈佛马克一号藉由打卡紙讀取、執行每一道指令。它沒有條件分支指令。這表示需要複雜運算的程式碼會很長一串。迴圈的完成需利用打卡紙頭尾相接的方式。這種程式碼與資料分開放置的架構就是眾所皆知的「哈佛架構」。計算機先驅葛麗絲·霍普是哈佛马克一号的程式設計員。

## 霍華德·艾肯与IBM
在捐贈儀式上，艾肯沒有提到IBM對於設計與製造這部電腦的參與，IBM對此很不滿，因此與艾肯分道揚鑣。IBM將這部電腦命名為ASCC，但隨後哈佛大學與艾肯將它称為哈佛马克一号。IBM之後去製造了另一部電腦SSEC。

## 后续机型
哈佛马克一号之後有二号（在1947年或是1948年）、三号（1949年九月）和四号（1952年），全都是艾肯的工作成果。二号是一号的效能增進版，但也是由機電繼電器所構成。三号部分採用電子元件，而四号就全部改用電子元件，也就是固態元件了。三号與四号使用磁鼓記憶體，四号同時也有使用磁芯記憶體。二号與三号搬到維吉尼亞州的Dahlgren基地給美國海軍使用，四号留在哈佛大學並且給了美國空軍使用。
哈佛马克一号最終還是被拆解了，但有一部分留在哈佛科学中心。